# Однер, Нильс Ялмар
Нильс Хьялмар Однер (швед. Nils Hjalmar Odhner; 1884—1973) — шведский зоолог и малаколог. Профессор зоологии беспозвоночных в Шведском музее естественной истории в Стокгольме, член Шведской королевской академии наук. Отец посла Бенгта Однера. Описал множество таксонов, среди которых класс моллюсков Моноплакофоры.
В 1934 году Однер сформулировал теорию сжатия (Constriction theory) для объяснения изменения земной коры. Согласно этой теории земная кора представляет собой систему из клапанов, которые поднимаются или опускаются в зависимости от температуры, а не перемещаются относительно друг друга. Эта теория противоречит общепринятой теориях дрейфа континентов и тектоники плит и была отвегнута.

## Таксоны, названные в честь
В честь Однера были названы следующие таксоны:
- Doris odhneri (MacFarland, 1966)
- Tritonia nilsodhneri (Marcus, 1983)
- Bulimulus sp. nov. ́nilsodhnerí